# Класификација кичмењака
Подтип кичмењака (Vertebrata) дели се на девет класа:
1. класа кичмењаци без вилица - Agnatha
поткласа колоусте - Cyclostomi
поткласа остракодерми - Ostracodermi - фосили
наткласа рибе (Pisces):
2. класа Acanthodii - фосили
3. класа оклопњаче (Placodermi) - фосили
4. класа рушљорибе - 
ред ајкуле - Selachii
ред раже - Blatoidei
ред химере - Holocephales
5. класа рибе са коштаним скелетом - Osteichthyes
поткласа  зракоперке
инфракласаштитоноше - Chondrostei
инфракласамногоперке - Polypteri
инфракласахолостеи - Holostei
инфракласа кошљорибе - 
поткласа    :
ред шакоперке
ред рибе дводихалице (Dipnoi)
6. класа водоземци - Amphibia:
поткласа Anapsida 
ред репати водоземци - 
ред жабе - Anura
ред безноги водоземци - 
поткласа  - фосили
поткласа  - фосили
7. класа гмизавци - Reptilia:
поткласа 
ред корњаче - Chelonia
ред  - фосили
поткласа 
ред гуштери и змије - Squamata
поткласа Archosauria:
ред крокодили (Crocodilia)
ред  - изумрли
ред  -изумрли диносауруси
ред  - изумрли диносауруси
ред  - изумрли
поткласа 
поткласа 
поткласа 
8. класа птице - Aves
поткласа: изумрле птице (Archaeornithes)
поткласа: данашње птице (Neornithes):
надред птице тркачице (Palaeognathae, Ratitae):
ред казуари - Casuariiformes
ред кивијâ - Apterygiformes
ред нојеви - Struthioniformes
ред нанду - Rheiformes
ред тинамуи - Tinamiformes
надред птице летачице (Neognathae, Carinatae)
ред пингвини - Spheniciformes (Impenes)
ред гњурци - Colymbiformes
ред бурњаци - Procellariformes (Tubinares)
ред корморани - Pelecaniformes (Steganopodes)
ред чапље - Ardeidae
ред роде - Ciconiidae
ред пловуше - Anseriformes
ред грабљивице - Falconiformes
ред кокоши - 
ред барске кокоши - 
ред ждралови - Gruidae
ред дропље - Otididae
ред шљуке - Scolopacidae
ред вивци - Charadriidae
ред голубови - Columbiformes
ред кукавице - Cuculiformes
ред папагаји - Psittaciformes
ред сове - Strigiformes
ред помракуше - Caprimulgiformes
ред крешталице - Coraciiformes
ред врапци - Passeriformes
9. класа сисари - Mammalia
Класа сисари - Mammalia дели се на две подкласе:
1. 
ред сисари са клоаком (Monotremata)
2. :
инфракласа Patriotheria - изумрли
инфракласа торбари (Metatheria, Marsupialia)
инфракласа плацентални сисари (Eutheria)

## Видети:
- анатомија кичмењака
- бескичмењаци